# Collema complanatum
Collema complanatum är en lavart som beskrevs av Hue. Collema complanatum ingår i släktet Collema och familjen Collemataceae.   Inga underarter finns listade i Catalogue of Life.